# 短接启动
短接启动（英語：Hot-wiring）也称短路打火，指绕过汽车的点火系统联锁，从而在没有鑰匙的情况下启动汽车。

## 方法
短接启动通常涉及：将电路中表示钥匙为“开启”的两根导线连通（开启燃油泵和其他必要组件），然后擦碰连接起动器的导线。短接启动的具体方法取决于特定车辆的电点火系统。远程启动单元使用与常规点火方法相同的电线。线路颜色和位置的列表以及点火系统的示意图有时可以在互联网数据库中找到。
在旧型车辆（尤其是1986年以前制造的车辆）中，有一个化油器和一个点火线圈及配电器可以从发动机舱短接启动。使用标准的弹子开锁法起动车辆现在通常无效，因为现在的大多数汽车已使用电子芯片或转发器验证。
缺乏汽车电气系统基本机械技能和知识的盗贼有时仅使用物理手段绕过点火锁——摧毁钥匙机构以露出钥匙的制动栓操作的旋转开关。

## 在其他领域
基于同样的原理，有些熟练的个人电脑DIY玩家会使用金属钥匙、改锥等工具触碰计算机主板上的启动触点，用以快速启动未连接相关线缆的裸计算机主板。